# Gardel-Razzano
El dúo Gardel-Razzano, se conformó a comienzos de la década de 1910 y estuvo integrado por el cantor nacionalizado argentino  Carlos Gardel y el uruguayo José Razzano. El dúo se formó en 1911 y duró hasta 1925, año en que Razzano, por problemas en sus cuerdas vocales, abandonó el canto. A partir de esa fecha, Razzano pasó a ser responsable de los negocios de Gardel, cuando este último se lanzó como solista.

## Historia

### Antecedentes
A comienzos de la segunda década del siglo XX se encuentran el francés nacionalizado argentino Carlos Gardel, "el morocho del Abasto", y José Razzano, El Oriental. En sus Memorias Razzano ubica ese encuentro en 1911, en la casa de un amigo ubicada en la calle Guardia Vieja, a pocos metros del Mercado de Abasto. Años después esa parte de la calle, entre Jean Jaurés y Anchorena, será renombrada como Pasaje Carlos Gardel.

### Primeros años
Gardel ya había empezado a cantar a dúo con Francisco Martino, sumándose Razzano y poco después con Saúl Salinas. Lo cierto es que los cuatro se mantuvieron vinculados, cantando alternativamente en dúos, trío y cuarteto, en diversos barrios y ciudades de Uruguay donde comenzaron su carrera y Argentina de manera semiprofesional, hasta que poco a poco fue decantando el dúo Gardel-Razzano, estableciendo su barra de amigos y su base artística en el Café de los Angelitos, un punto intermedio entre el Abasto donde paraba Gardel y Balvanera Sur, donde estaba ubicado el Café del Pelado de Moreno y Entre Ríos, en el que paraba Razzano.

### Primeras grabaciones
En ese período la Casa Tagini, que tenía la representación de Columbia Records y se había convertido en la principal empresa discográfica de Argentina, contrató a Gardel para grabar en 1912, siete discos dobles con canciones de su elección, que son lanzados al mercado en 1913, cuando todavía era un desconocido. Esos discos son la primera constancia de la presentación del joven cantor con el nombre de Carlos Gardel. Los siete discos fueron los siguientes:
- T594: «La mañanita» (anónimo), estilo / «Me dejaste» (letra: A. Cepeda; música: anónima), estilo
- T595: «Mi madre querida» (Betinotti), estilo / «Es en vano» (letra: F. Curlando; música: Gardel), canción
- T637: «Pobre flor» (letra: anónimo; música: C. Gardel), estilo / «La mariposa» (letra: A. Cepeda; música: Gardel/Razzano), estilo
- T638: «El almohadón» (letra: A. Cepeda; música: Gardel), vals / «Brisas de la tarde» (letra: J. Mármol; M.: Gardel/Razzano), canción.
- T728: «El tirador plateado» (letra: O. Orozco; música: Gardel/Razzano), estilo / «Yo sé hacer» (letra: A. Cepeda; música: C. Gardel), cifra
- T729: «Mi china cabrera» (letra: anónimo; música: C. Gardel), estilo / «Pobre madre» (letra: Cepeda; música: Gardel), estilo
- T730: «El sueño» (letra: Cepeda; música: F. Martino), estilo / «A Mitre» (letra: J. Etchepare; música: P. Vázquez), vals.[5][6][7]

La expresión «estilo» es la que se utilizaba en la época para referirse a los ritmos camperos y rurales. Por esa razón los cantores como Gardel eran llamados «estilistas». Algunas décadas después, en Argentina comenzó a usarse la expresión  «folklore» para denominar a esos géneros musicales. En el repertorio elegido por Gardel se destaca «Pobre mi madre» ―canción emblemática del payador José Betinotti― y seis poemas musicalizados de Andrés Cepeda ―un poeta asesinado dos años antes y acosado por la policía debido a sus ideas anarquistas y su condición homosexual, que conmovía la sensibilidad del joven Gardel―. El resultado no fue el esperado y Gardel debería esperar hasta 1917 para volver a grabar nuevamente.
En 1914 Gardel y Razzano fueron contratados para cantar en el suntuoso cabaré Armenonville de Buenos Aires, por un caché de 70 pesos la noche, una suma inesperada que Gardel confundió con la retribución quincenal. Gobello considera que esa fue la primera actuación profesional de Gardel en Argentina. El éxito de sus actuaciones en el Armenonville le abrieron al dúo las puertas hacia los grandes escenarios del espectáculo porteño. Pocos días después el célebre Pablo Podestá, los contrataba para cantar durante dos semanas en el espectáculo que estaba por estrenar en el Teatro Nacional, su primera actuación en la calle Corrientes.
Años después en una carta a Razzano escrita desde París, Gardel recordaría aquel debut en el Armenonville del siguiente modo:

Mi viejo y querido Pepe: Ayer estuve dos horas, entre copas, charlas y jarana, en «El Garrón» de la Rue Fontaine. Es un bodegón como los del Once, ni más ni menos. Pero en estos días se llena de franchutes, de americanos, hasta de japoneses, con un cargamento impresionante de plata. La fiebre del tango los lleva allí. Yo me acordaba de aquel debut del dúo Gardel-Razzano, en el viejo «Armenonville»... ¿Te acordás del julepe que tenía? Ahora aquí, convertido de repente en un señor, me doy cuenta de que, con todas las fulerías que pasamos, en el viejo «Armenonville» estábamos entre gente igual a nosotros, que sentían el tango tanto como nosotros mismos. Aquí, en cambio, el gotán es una moda pasajera y caprichosa como todas. Enteráte: para cantar tangos, hay que vestirse de gaucho.
Carlos Gardel

1915 fue un año complejo para Gardel, en el que las dificultades del pasado y los éxitos del futuro parecieron confundirse. A mitad de año fueron contactados por el empresario uruguayo Manuel Barca que había ido a Buenos Aires para contratarlos para actuar en Montevideo. Los jóvenes recibieron la oferta incrédulos e inseguros. El destacado historiador montevideano Julio César Puppo cuenta del siguiente modo aquel encuentro:

En eso llega Gardel: es un mozo gordo, redondo.
―¿Al menos tendremos para volver a Buenos Aires?"
Es una frase histórica: pensaba si conseguirían para el pasaje en aquel tiempo, que costaba tres pesos ida y vuelta, con derecho a cena y desayuno. Había gente que hacía el viaje nada más que por comer. Sin embargo estos muchachos se inquietaban ante la incertidumbre. Es que una experiencia muy dura pesaba sobre ellos. Y Barca, que también había sido educado en la rigurosa escuela de la calle, lo entendió en seguida.
―¿Cuánto quieren ganar? ―les pregunta.
Los hombres se miran entre ellos, meditan un instante, al cabo del cual se expide Razzano:
―Con franqueza, dígame: ¿cincuenta pesos por día es mucho pedir?
Se trataba de pesos argentinos.
―¡Ustedes no saben lo que valen! ―contesta Barca sinceramente conmovido. Y el trato quedó cerrado.
Julio César Puppo (Ese mundo del bajo, 1966)

Montevideo recibió a sus comatriotas como si fueran celebridades, con la ciudad empapelada con sus retratos y un programa de actividades que incluía ser recibidos en el puerto, llevados a desayunar, entrevistas con la prensa y una actuación reservada para personas influyentes. El 18 de junio debutaron en el Teatro Royal, con lleno completo, y por primera vez el público les pidió que repitieran los temas al grito de «tocate otra, Carlitos». Dice Puppo que al terminar la función Gardel se puso a llorar de emoción en el camerino.Gardel y Razzano en Montevideo estaban en su patria, con su propia barra de amigos, volvería a cantar una y otra vez y al final de sus días mandó a construir una vivienda donde viviría luego de su retiro, pero en la que no llegó a vivir debido al accidente que le costó la vida.
Pocos días después, su condición de indocumentado lo llevó a  obtener documentos auténticos bajo declaración jurada que le permitieran viajar a Brasil, en una gira de la Compañía Dramática Rioplatense encabezada por Elías Alippi, en la que al dúo le correspondía realizar el fin de fiesta.
En el barco conoció al cantante de ópera napolitano Enrico Caruso, quien elogió la voz de Gardel, pero la presentación de la compañía en São Paulo y Río de Janeiro no pudo superar la barrera del idioma, aunque la actuación del dúo recibió elogios de la prensa brasileña. Para mal de males Gardel fue detenido por la policía brasileña al haber sido encontrado en compañía de delincuentes argentinos que se habían establecido allí. 
En el barco de regreso de Brasil Alippi le ofrece al dúo participar de una nueva producción de Juan Moreira, famosa obra fundacional del teatro argentino, estrenada exitosamente el 12 de noviembre en el teatro San Martín. Los Gardel Razzano cantaban en una siempre celebrada escena musical en una pulpería en la que baila Moreira, estrenando en esa oportunidad la cueca «Corazones partidos» de su excompañero Saúl Salinas.
En esa ocasión el dúo fue acompañado por 20 guitarristas encabezados por José Ricardo y Horacio Pettorossi. La diferencia de calidad los llevó a contratar desde entonces a Ricardo como guitarrista permanente del dúo, en tanto que Pettorossi integraría el grupo de guitarristas de Gardel en los años 30.

### Incidente
Antes de finalizar el año, en la noche del 10 al 11 de diciembre de 1915, recibió un balazo en un confuso episodio. El hecho sucedió durante un altercado en la calle luego de celebrar su cumpleaños en el Palais de Glace (salón de baile de la época en el barrio de la Recoleta), cuando estaba acompañado por los actores Elías Alippi y Carlos Morganti. Para entonces Gardel ya era conocido y el hecho apareció en la crónica policial de los diarios La Prensa y La Razón («Agresión a Gardel»), donde se señaló que los agresores fueron un tal Roberto Guevara -el autor del disparo- y Moreno Gallegos Serna, probables matones del bajo mundo, estademás permanecía e último mencionado por Eduardo Arolas al dedicarle su tango «Suipacha».
Las causas y sucesos posteriores a la agresión permanecen confusos.
Su amigo Edmundo Guibourg relata que luego del ataque, Gardel fue a su departamento natal Tacuarembó para recuperarse con sus amigos y familia, donde se encontró con el hermano menor del caudillo Traverso, «Cielito Traverso», casado con su prima hermana Amanda Escayola. Finalmente, al morir Gardel la bala aparecería en su autopsia, dando pie también a hipótesis sobre un enfrentamiento armado en el avión que habría causado el accidente que le costó la vida., una mentira más para ocultar el verdadero origen de Gardel, ya que esto debelaría todo el suceso de la bala y donde fue a recuperarse. 
En la segunda década del siglo XX el mundo del espectáculo porteño se caracterizó por una enorme difusión del varieté, una modalidad surgida en Francia y tomada de España, que consistía en una sucesión de actuaciones cortas, de los más diversos tipos (musicales, dramáticas, humorísticas, circenses, de magia, etc.). Luego de iniciarse en 1916, durante la temporada veraniega de Mar del Plata, a mitad del año son contratados para presentarse en el Teatro Esmeralda (luego Teatro Maipo), ubicado a metros de la famosa esquina tanguera de Corrientes y Esmeralda, y a principios del año siguiente debutan también en el vecino Empire Theatre, de la calle Corrientes y Maipú, dirigidas a un público de mayor poder adquisitivo. El éxito fue consagratorio y sus actuaciones se extenderían en ambos teatros por seis años.
En esa primera época la actuación del dúo Gardel-Razzano alternaba temas cantados como solistas y temas a dúo. El famoso folclorista Osvaldo Sosa Cordero recuerda haberlos visto cuando era un adolescente y contó que la presentación la abrieron a dúo interpretando «Brisas de la tarde», la primera canción del dúo sobre un poema de José Mármol, tras lo cual Razzano cantaba la cifra «Entre colores», una de las canciones con la que se lo identificaba. Luego cantaron a dúo «Cantar eterno» de Villoldo y el gato «El sol del 25». Los favoritos de Gardel para cerrar eran dos canciones sobre caballos, la gran pasión de Gardel: «El moro» (sobre un poema Juan María Gutiérrez) y «El pangaré».
Precisamente, en el suceso en el que fue baleado, el pistolero había gritado «¡Ya no vas a cantar más "El moro"!».
Simultáneamente Gardel volvería a grabar y ya no dejaría de hacerlo en adelante. Vencido el contrato leonino con la discográfica Tagini-Columbia, llega a un acuerdo con la empresa de Max Glücksmann, bajo sellos como Disco Nacional y Odeon. El contrato establecía un monto de cuatro centavos por disco vendido (simples doble faz). En esos discos de 1917 el dúo grabó su repertorio, entre ellos «Mi noche triste», el primer tango que grababa Gardel.
Los discos se vendieron masivamente, en cantidades que superaban las 50 000 unidades de cada uno, con ganancias en el orden de los 8000 pesos por cada uno.
Finalmente Gardel coronaría ese año excepcional, protagonizando la película muda Flor de durazno, basada en una exitosa novela de Hugo Wast, que fue dirigida por Francisco Defilippis Novoa y en la que interpretó al protagonista Fabián. Se trata de una de los primeros largometrajes del cine latinoamericano, cuando todavía era mudo, lo que indica la visión integral del espectáculo que Gardel estaba desarrollando. Gardel estuvo a punto de abandonar la filmación, descontento con su desempeño actoral, pero fue convencido de quedarse por el director, con el argumento de incluir varias secuencias suyas cantando, argumento incierto si se tiene en cuenta que se trataba de una película muda, aunque existe información de que en 1940 fue proyectada una versión sonora de la película, que quizás incluyera esos fragmentos.
Flor de durazno fue estrenada el 28 de septiembre de 1917, con excelente respuesta del público, manteniéndose varios años en cartel y superando las 800 representaciones.
La creciente preocupación de Gardel por su imagen, que tenía sus antecedentes en su famosa sonrisa y la simpatía que lo caracterizó desde un principio, se evidenciará también en las primeras fotos de estudio que comienza a encargar, sobre todo de quien se volvería su fotógrafo preferido, el hispano-uruguayo José María Silva y en el trabajo que iniciaría para estilizar su cuerpo, teniendo en cuenta que Gardel era un hombre bajo (menos de 1,70 de altura) y que en ese momento pesaba alrededor de 120 kilos.
Los biográfos Julián y Osvaldo Barsky dicen que estas conductas de Gardel indicaban «su esfuerzo por construir el galán-cantor, figura que lo proyectará internacionalmente».

### «Mi noche triste»
En 1917, Gardel cantó y grabó un tango por primera vez. Se trató del tango "Mi noche triste", un tema musical compuesto por Samuel Castriota titulado "Lita" al que Pascual Contursi le había puesto letra cuando vivía en Montevideo y mamaba su cultura musical. De hecho intentó robarse la cumparsita de Matos Rodríguez adjudicándole una letra sin permiso del compositor de la pieza. La interpretación de "Mi noche triste" en Montevideo por Gardel está considerada como la fecha de nacimiento del tango canción: luego de décadas de evolución, el tango había empezado a encontrar cantores y letristas capaces de interpretar la misma cadencia emocional que ya expresaba la música y el baile de tango.
El éxito del novedoso estilo del tango canción no fue inmediato. "Mi noche triste", con su letra lunfarda y su temática sobre el hombre de pueblo abandonado por su mujer («Percanta que me amuraste»), fue recibido por el público sin ningún entusiasmo desbordante. Por otra parte, los cantores "puros" veían con malos ojos ese lenguaje de calle y esa sensualidad prosaica y de mal gusto, que se apartaba del "verdadero arte criollo".
El gran Gabino Ezeiza establecía con claridad el rechazo al tango al aconsejarle a Carlos Marambio Catán:

El tango es una caricatura de la música y la literatura, de origen bastardo y sucio. Usted debe cantar lo nuestro, no ese invento de los advenedizos que nos quieren imponer sus demoníacas costumbres y vicios. No haga eso, joven, no ensucie su actuación con semejante profanación del arte y del buen gusto.
Gabino Ezeiza

Al año siguiente (1918) el sainete Los dientes del perro, puesto en escena por la compañía de Muiño-Alippi, incluyó una escena en la que la jovencísima actriz Manolita Poli cantaba "Mi noche triste". El número causó sensación y fue decisivo para que tanto la obra como la versión de Gardel, lanzada en disco ese año, fueran un gran éxito.
Desde entonces el sainete y el tango establecerán un vínculo estrecho, promoviéndose mutuamente.
Ese año Gardel grabó otro tango, "A fuego lento", también de Contursi, y poco a poco fue construyendo un repertorio integrado mayoritariamente por tangos.
La voz y la manera de cantar de Gardel también fueron evolucionando a medida que se iba convirtiendo en un cantor de tangos. Gardel aprovecha sus orígenes en el ámbito de la payada y su gusto por la canzonetta napolitana y la ópera, en una ciudad considerada como "la más italiana fuera de Italia", en la que las personas de origen italiano, sobre todo los jóvenes, se habían vuelto el grupo étnico más numeroso, para desarrollar un canto más lento, grave, melancólico y menos ansioso, caracterizado por una interpretación emocional que lo ligaba a los sentimientos del oyente.

Lentamente, Gardel se va convirtiendo en cantor de tangos. Debe crear la manera de cantarlos porque nadie, salvo Contursi, lo ha hecho antes que él. Lo que cantaban Villoldo, Gobbi, Mathon, las cupletistas, no eran tangos tales como ahora entendemos, sino un híbrido de cuplé y milonga... No llegó a la cumbre sino siete años más tarde, en 1924, cuando cantó "Príncipe".
José Gobello

### Últimos años

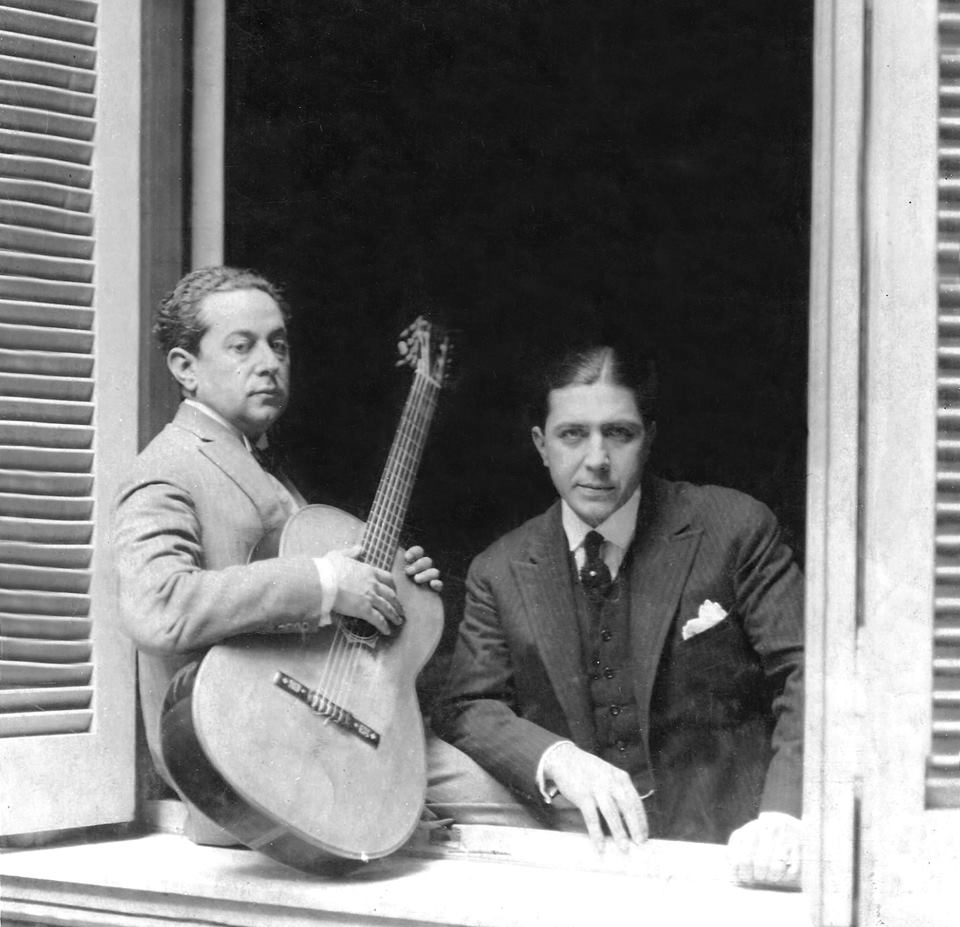
Razzano y Gardel en 1926. El dúo artístico ya para ese entonces, estaba disuelto.

En 1919 solo una de las trece canciones que grabó Gardel ese año, fue un tango. En 1920 ya eran seis sobre veinticuatro (un 25%) y en 1921, ocho sobre veintidós (un 30%). Hasta que en 1922 los tangos superaron la mitad: doce sobre veintiún canciones grabadas.
En ese período el dúo suma un segundo guitarrista, Guillermo Barbieri y en 1923 Gardel estrena el tango "Mano a mano" («Rechiflado en mi tristeza»), con letra de Celedonio Flores, un notable poeta descubierto por Gardel en 1920, del que ya había grabado "Margot". "Mano a mano" se constituyó en uno de los máximos éxitos de Gardel, marcando el momento en que el tango canción terminaba de imponerse y, junto a las transformaciones instrumentales de músicos como Julio de Caro, se abría una era de plenitud para el género: la Guardia Nueva. En total Gardel grabaría 21 tangos de El Negro Cele, entre ellos El bulín de la calle Ayacucho, "Malevito", "Viejo smoking", "Mala entraña", "Canchero" y "Pan".
Flores también es autor de la letra del famoso tango "Corrientes y Esmeralda" (1933) que dice "en tu esquina rea, cualquier cacatúa sueña con la pinta de Carlos Gardel". Por humildad, Gardel se abstuvo de cantar ese célebre tango que lo idolatraba en vida.
Gardel sin embargo nunca dejaría de cantar los ritmos populares más variados. A través de músicos como el cordobés Cristino Tapia y el santiagueño Andrés Chazarreta incluyó nuevas canciones del folklore argentino norteño, a la vez que incorporaba cuecas chilenas, bambucos colombianos, foxtrots, shimmys, valses, tangos españoles, canciones en italiano, francés e inglés, y hasta una balada rusa como "Sonia" compuesta por un húngaro y un judío austríaco que años después sería asesinado por los nazis en Auschwitz o un tango con expresiones en guaraní homenajeando la tierra de su niñez,  como "Los indios" del uruguayo Canaro y Caruso.
El investigador Félix Scolatti, quien acompañó al dúo en su única gira por Chile en 1917, contó que Gardel estaba todo el tiempo buscando nuevos ritmos populares y que oía con atención lo que cantaba la gente común en las calles y las plazas, memorizándolas y tomando notas, para después identificarlas.
En 1920 gestionó ante el consulado uruguayo en Buenos Aires, la certificación de nacionalidad y una cédula de identidad, donde declara haber nacido en Tacuarembó, Uruguay, en 1887. En 1923, con los documentos uruguayos obtenidos, solicitó la ciudadanía argentina, que le fue concedida inmediatamente, expidiéndose el pasaporte argentino que utilizaría para viajar.
En septiembre de 1925, luego de 12 años de cantar juntos y realizando multilpes giras en sudaméricay Europa; por una lesión de laringe Razzano decide apartarse del dúo, pasando Razzano a ejercer las funciones empresariales.
Años después, luego de un estricto trabajo foniátrico, Razzano intentaría volver al canto, pero sin mayores resultados. De ese intento final quedarían las dos últimas grabaciones del dúo, «Claveles mendocinos» de A. Pelaia y «Serrana impía», de José del Valle, grabadas el último día de 1929.